# Trunkdeck

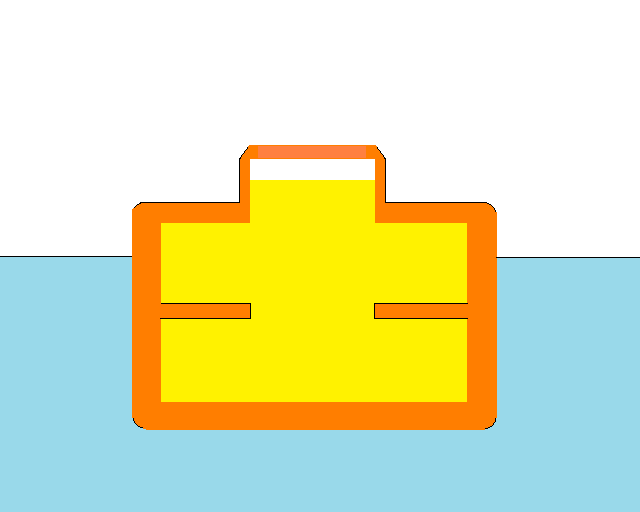
Illustration d'un navire trunkdeck

Un trunkdeck est un genre de navire de commerce.

## Présentation
Un trunkdeck est un navire de commerce à turret, dans lequel le raccordement des murailles est plan. Comme le turret-deck, il n'a pas de tonture.